# Боб Бейлі (хокеїст)
Роберт Аллан Бейлі (англ. Robert Allan "Bashin' Bob" Bailey, 29 травня 1931, Кенора — 24 жовтня 2003, Клівленд) — канадський хокеїст, що грав на позиції крайнього нападника.

## Ігрова кар'єра
Професійну хокейну кар'єру розпочав 1947 року.
Протягом професійної клубної ігрової кар'єри, що тривала 22 років, захищав кольори команд «Торонто Мейпл-Ліфс», «Детройт Ред-Вінгс», «Чикаго Блекгокс» та низки інших команд нижчих північноамериканських ліг.
Усього провів 150 матчів у НХЛ, включаючи 15 ігор плей-оф Кубка Стенлі.